# Panos Papadopulos
Panos Papadopulos (Giresun, 1º agosto 1920 – Monaco di Baviera, 18 febbraio 2001) è stato un attore greco.

## Carriera
Dopo quasi una decina di interpretazioni in film di serie B, ottiene il suo primo ruolo in un film di successo nel 1959, quando recita in La tigre di Eschnapur, da quel momento reciterà in altri film di livello per altri 2-3 anni.
Nel 1965 ha l’opportunità di recitare nel film western all'italiana di Sergio Leone Per qualche dollaro in più, al fianco di attori del calibro di Clint Eastwood, Lee Van Cleef e Gian Maria Volonté.
L’ultimo film di successo dove recitò fu Fedora nel 1978.

## Filmografia parziale
- Hello, Fraulein! (1949)
- Jonny Saves Nebrador (1953)
- The Cousin from Nowhere (1953)
- Conchita and the Engineer (1954)
- Beloved Corinna (1956)
- The Copper (1958)
- Peter Voss, Thief of Millions (1958)
- Der lachende Vagabund (1958)
- Rommel chiama Cairo (1959)
- La tigre di Eschnapur (1959)
- Il sepolcro indiano (1959)
- S.O.S. York! (1959)
- Salem Aleikum (1959)
- Peter Voss, Hero of the Day (1959)
- Il cerchio rosso (1960)
- Weit ist der Weg (1960)
- Hotel der toten Gäste (1965)
- Per qualche dollaro in più (1965)
- Samba (1966)
- Immer bei Vollmond (1970)
- Ricostruzione di un delitto (1970)
- Goodbye with Mums (1974)
- Fedora (1978)
- Die Momskys oder Nie wieder Sauerkraut (1981)
- Ich bin dein Killer (1982)
- Otto – Der Film (1985)

## Doppiatori italiani
Nelle versioni in italiano delle opere in cui ha recitato, Panos Papadopulos è stato doppiato da:
- Manlio Busoni in Per qualche dollaro in più.